# Janówek (Wrocław)

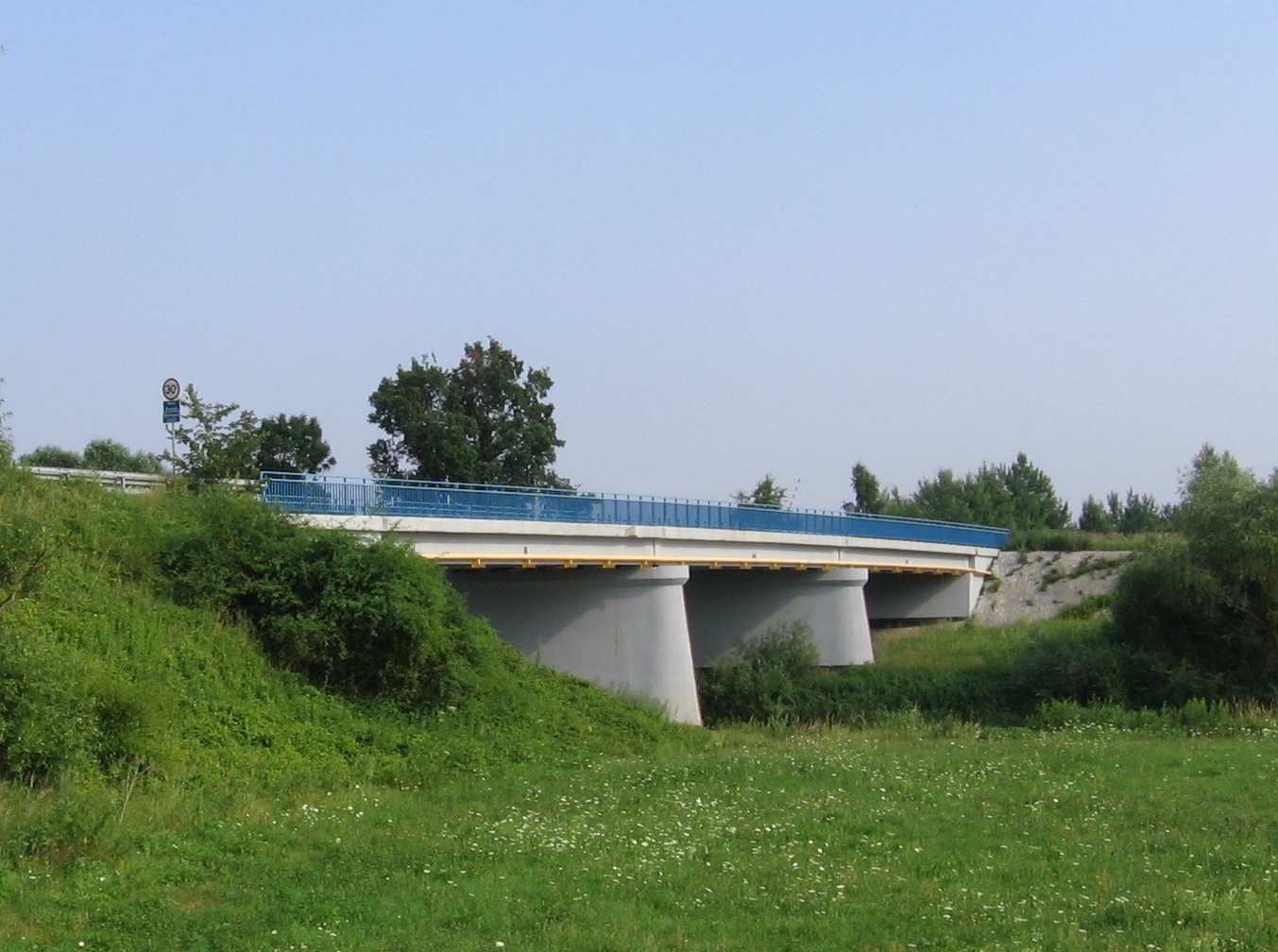
widok z Janówka na Most Brodzki

Janówek (albo Janów, niem. Johannisberg) – osiedle w północno-zachodniej części Wrocławia, nad rzeką Bystrzycą. Administracyjnie stanowi część osiedla Pracze Odrzańskie. Do Wrocławia przyłączony razem z Praczami w 1928.
Przez Bystrzycę na południu graniczy z Nową Karczmą, do której prowadzi jedyne połączenie z resztą miasta, przez Most Brodzki. Na zachodzie graniczy z Wilkszynem, na północnym zachodzie z wsią Pisarzowice. Za Odrą graniczy na północy z wsiami Kotowice i na północnym wschodzie z Paniowicami, a na wschodzie z należącym do wrocławskiego osiedla Lesica Lasem Rędzińskim (przy ujściu do Odry rzeki Widawy i strumienia Trzciana).

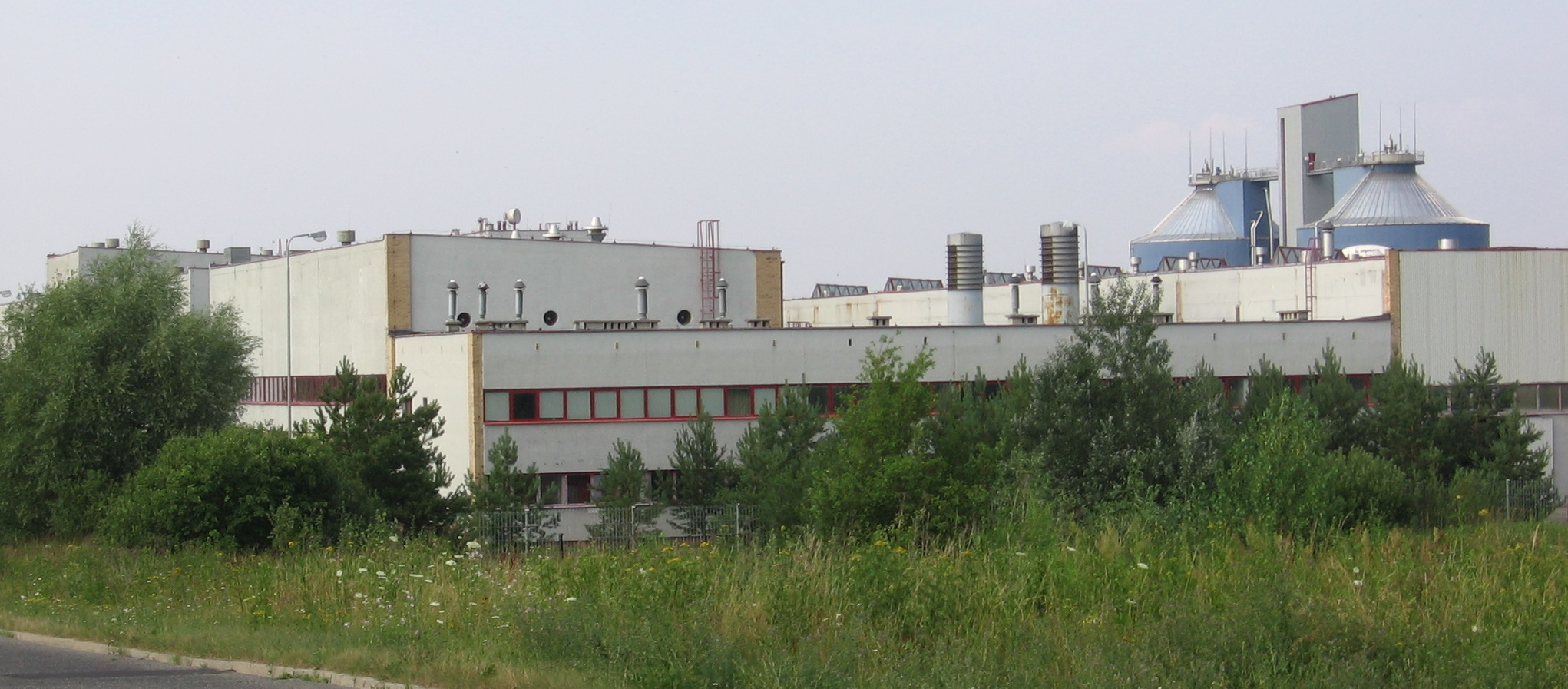
Wrocławska Oczyszczalnia Ścieków

W 1737 wzmiankowano należący do Praczy Odrzańskich folwark Johansberg utworzony na miejscu o tej samej nazwie. W XIX wieku folwark został przebudowany, a w pobliżu urządzono żwirownię. Po II wojnie światowej zabudowania folwarku użytkowało Państwowe Gospodarstwo Rolne, funkcjonujące do lat 80. W latach siedemdziesiątych planowano tu budowę oczyszczalni ścieków, inwestycję jednak opóźniano potem przez kilkanaście lat z braku środków. Budowę wznowiono ostatecznie na przełomie lat 80. i 90., a oczyszczalnię uruchomiono w 1995. Podupadający PGR przestał istnieć, a jego pofolwarczne zabudowania gospodarcze i mieszkalne dziś niszczeją.
Na północnym zachodzie obszaru osiedla znajdują się dwa użytki ekologiczne:
- Łacha Farna – użytek obejmujący starorzecze rzeki Odry, zlokalizowany jest na południowym krańcu kompleksu leśnego położonego przy północno-zachodniej granicy miasta; las ten obejmuje również obszary położone już poza administracyjnymi granicami Wrocławia – w Gminie Miękinia,
- w rejonie tym znajduje się także kilka innych starorzeczy i niewielkich zbiorników wodnych, przy czym oprócz Łachy Farnej, jeszcze dwa z nich w obszarze Wrocławia zostały również ustanowione jednym użytkiem ekologicznym.

## Komunikacja miejska
Na osiedlu zlokalizowane są 2 przystanki komunikacji miejskiej (Janówek (WOŚ) i Janówek). Zatrzymują się na nich autobusy wariantowych kursów linii 103 (pl. Jana Pawła II - Janówek).